# Epidedos
Epidedos (altgriechisch Ἐπίδηδος) war ein griechischer Koroplast, der in der frühen Kaiserzeit, vermutlich in der ersten Hälfte des 1. Jahrhunderts, in Kleinasien tätig war.
Epidedos ist nur von einer Signatur auf einer Tonstatuette der Göttin Aphrodite mit Eros bekannt, die in Olbia gefunden wurde, deren Entstehungsort aus stilistischen Gründen jedoch im Nordwesten Kleinasiens angenommen wird. Die Statuette befindet sich heute im British Museum in London.
Eine identische Statue mit der Signatur des Molas befindet sich im Louvre in Paris.